# Egypúpú teve

Az egypúpú teve vagy dromedár (Camelus dromedarius) egy háziasított teveféle. Rokonával, az eredetileg Közép-Ázsiában elterjedt kétpúpú tevével szemben a hátán egy púp magasodik.

## A teve háziasítása
Az egypúpú teve eredetileg az Arab-félsziget, Dél-Ázsia és Törökország sivatagainak, félsivatagainak és száraz pusztaságainak volt lakója. Háziasításának első bizonyítékai mintegy 4000 évesek, és Abu-Dzabi mellett egy szigeten bukkantak rájuk – a teve ideje azonban csak később jött el. Háziasítása az arabok történetének fontos állomása volt, mert a mostoha körülményeket jól bíró állat kiváló nyersanyagforrásnak és teherhordónak bizonyult. Az arabság a háziasított tevék elterjedésének köszönhetően törhetett ki izolációjából, és juthatott el a Közel-Kelet fejlett, északabbra fekvő civilizációinak határaihoz: Szíria, Palesztina és Mezopotámia vidékére.
Nem véletlen, hogy az arabok első ismert említése, mely egy Kr. e. 9. századi asszír feliraton látható, velük együtt a tevéket is említi. A teve ettől kezdve a beduinok (nomádok) életének meghatározó részévé vált: húsukat és tejüket elfogyasztották, bőrüket kicserzették, trágyájukat eltüzelték, illetve általuk és velük kereskedtek. A törzs vagyonának jelentős részét tevenyájaik tették ki – nem véletlen, hogy egy-egy teve megölése komoly háborúskodáshoz is vezethetett még a Kr. u. 6. században is (ld. Baszúsz-háború).
A tevéknek a távolsági kereskedelemben is rendkívül nagy szerep jutott. Jemenből tevekaravánok szállították az Indiai-óceánon hozott vagy helyben megtermelt fűszereket és egyéb luxusjavakat. Szeszélyes és változó hangulatú állat, de mint hátas- és teherhordó nincs párja. 130 kg-os teherrel akár napi 150 km-t is képes megtenni (tipikusan 40–80 km-t). A tevék nagyon sokáig megőrizték sivatagi szállító szerepüket, sőt – bár mintegy 2000 éve vadon kihaltak – az iszlám arabok általi elterjesztésével párhuzamosan Észak-Afrika sivatagait is meghódították maguk számára, helyet szerezve magának a berberek életében is.
Háziállatként igen elterjedt faj a dromedár, a szabad természetben azonban, úgy tűnik, kihalt. Visszavadult egypúpú tevékkel csak Ausztráliában találkozhatunk.

## Megjelenése

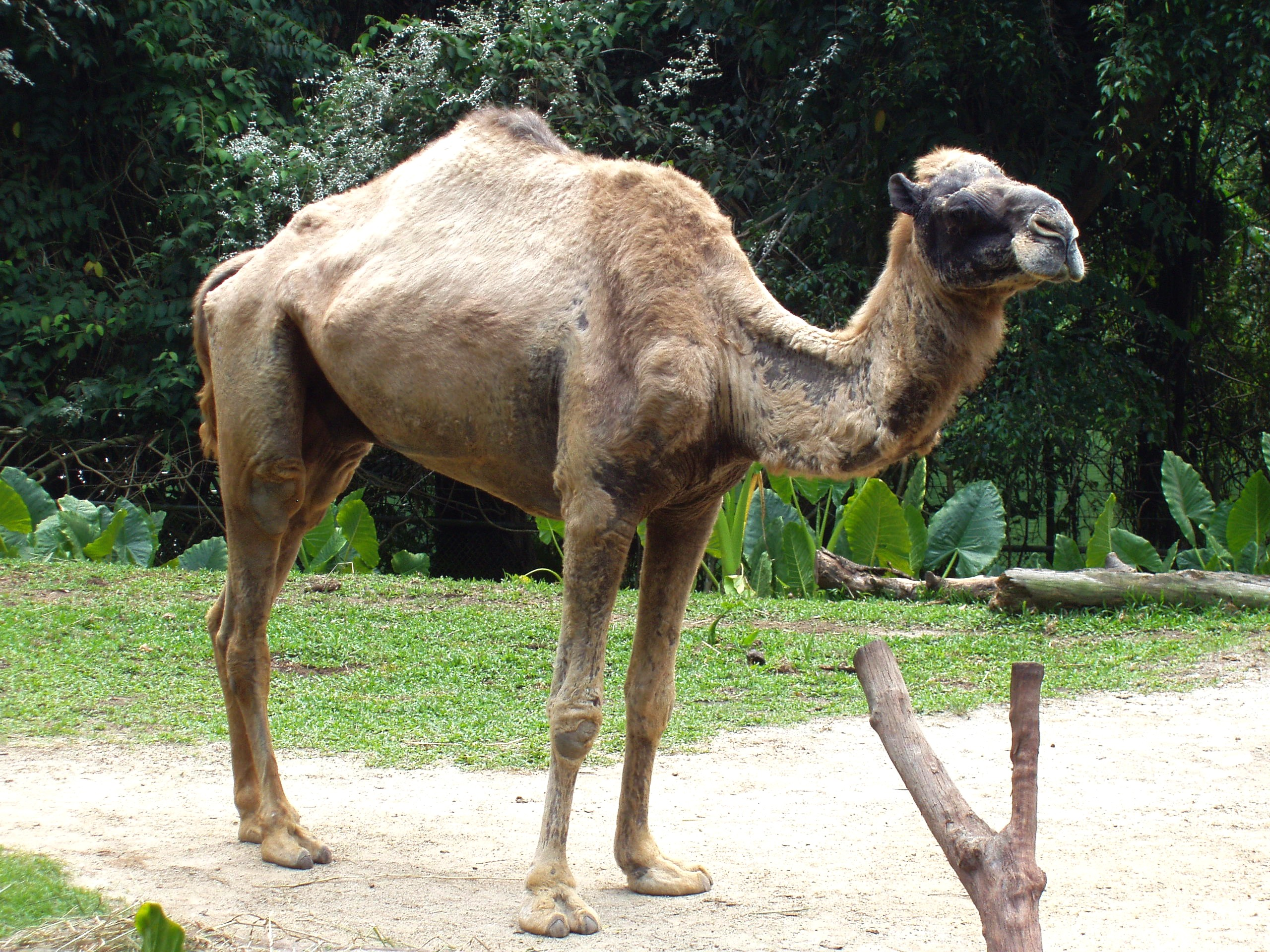
Egypúpú teve a szingapúri állatkertben (2005)

Az egypúpú tevék marmagassága kb. 1,8–2,1 méter, testhossza 250-350 centiméter (átlagosan mintegy 300 centiméter), farokhossza 50 centiméter, testtömegük 300–726 kilogramm között mozoghat. A két nem meglehetősen hasonló, bár a csődörök némileg nagyobbak. Nyakuk hosszú, a hátukon látható púp felhalmozott zsírt tartalmaz. Finom, gyapjas szőr borítja az állat fejét, torkát és nyakát, illetve a púpját; védelmet nyújt számára a perzselő nap sugaraival szemben. Lába hosszú és kecses, könyökén és térdén jól kivehető párnák védik a „letérdeplő” állatot. Minden egyes végtag két hatalmas, bőrkeményedéses lábujjban végződik. Ügetés közben a teve szétterpeszti ujjait, így kevésbé süpped bele a homokba. Homokviharban a teve teljesen be tudja zárni ferde metszésű orrnyílásait. Színe szürkésbarna.

## Életmódja
A csődörből, kancákból és utódaikból álló családokban élnek. Alapvetően békés állat, de a hím a párzási időszakban agresszívé válik, ellenfeleit köpködéssel, harapással és rúgásokkal támadja. Ilyenkor az emberre is veszélyes lehet. Tápláléka fűfélék, más lágyszárú növények és levelek. Hetekig elvan víz nélkül. Testsúlyának egyharmadát kitevő vizet is veszíthet anélkül, hogy megsínylené. Az egypúpú teve 50 évig is élhet.

## Szaporodása
A teve szaporodási ideje kb. 9 hét. 15 hónap vemhesség után ellik egy csikót. A tevék 3-4 éves korukban válnak ivaréretté. Az anyja egy évnél is tovább szoptatja a kicsit.

## Védettsége
Nem védett.

## A teve és az ember
Állatkertekben viszonylag ritkán találkozhatunk vele. Magyarországon a Veszprémi Állatkertben, a Pécsi Állatkertben és a Nyíregyházi Állatparkban látható.

## Képek

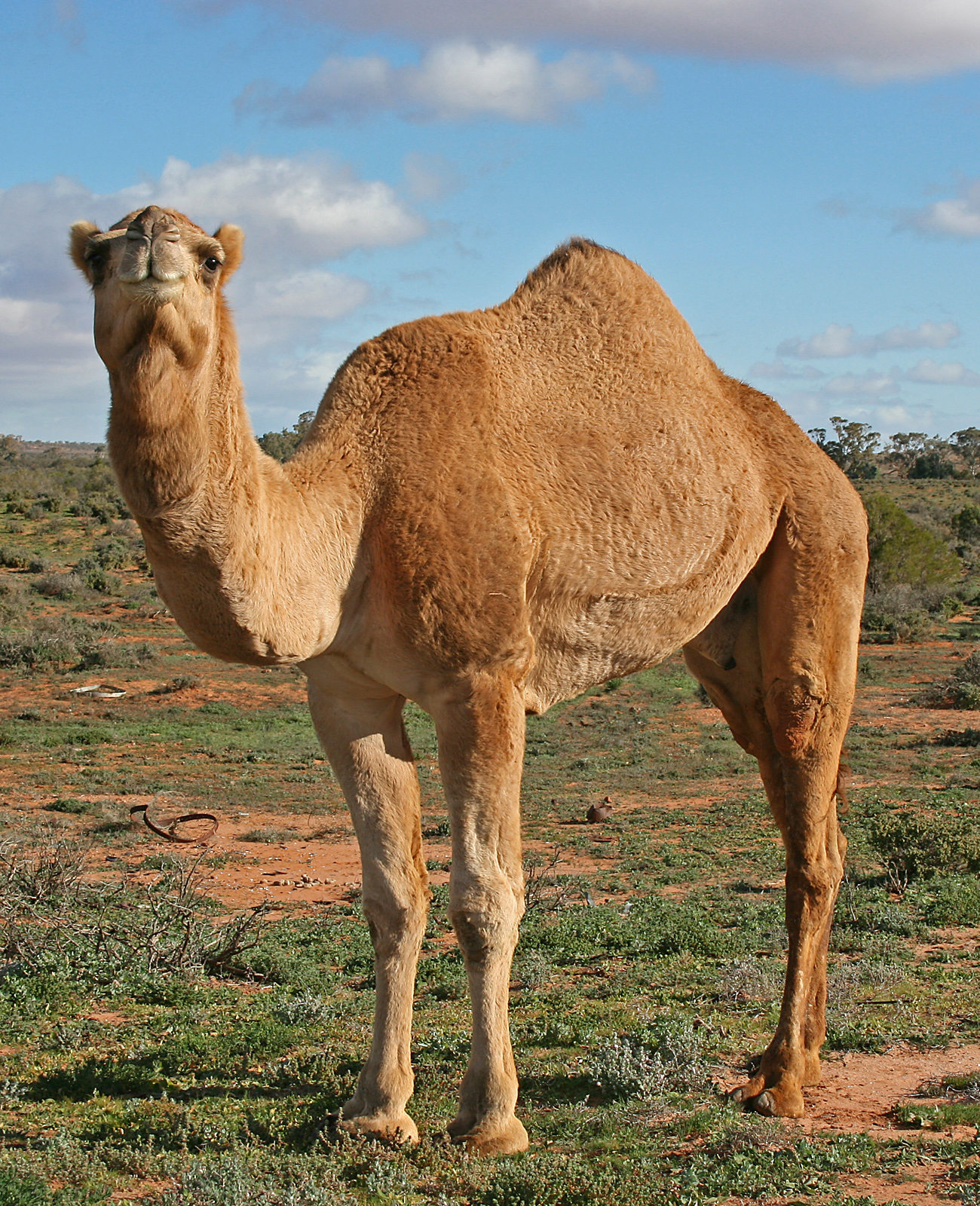
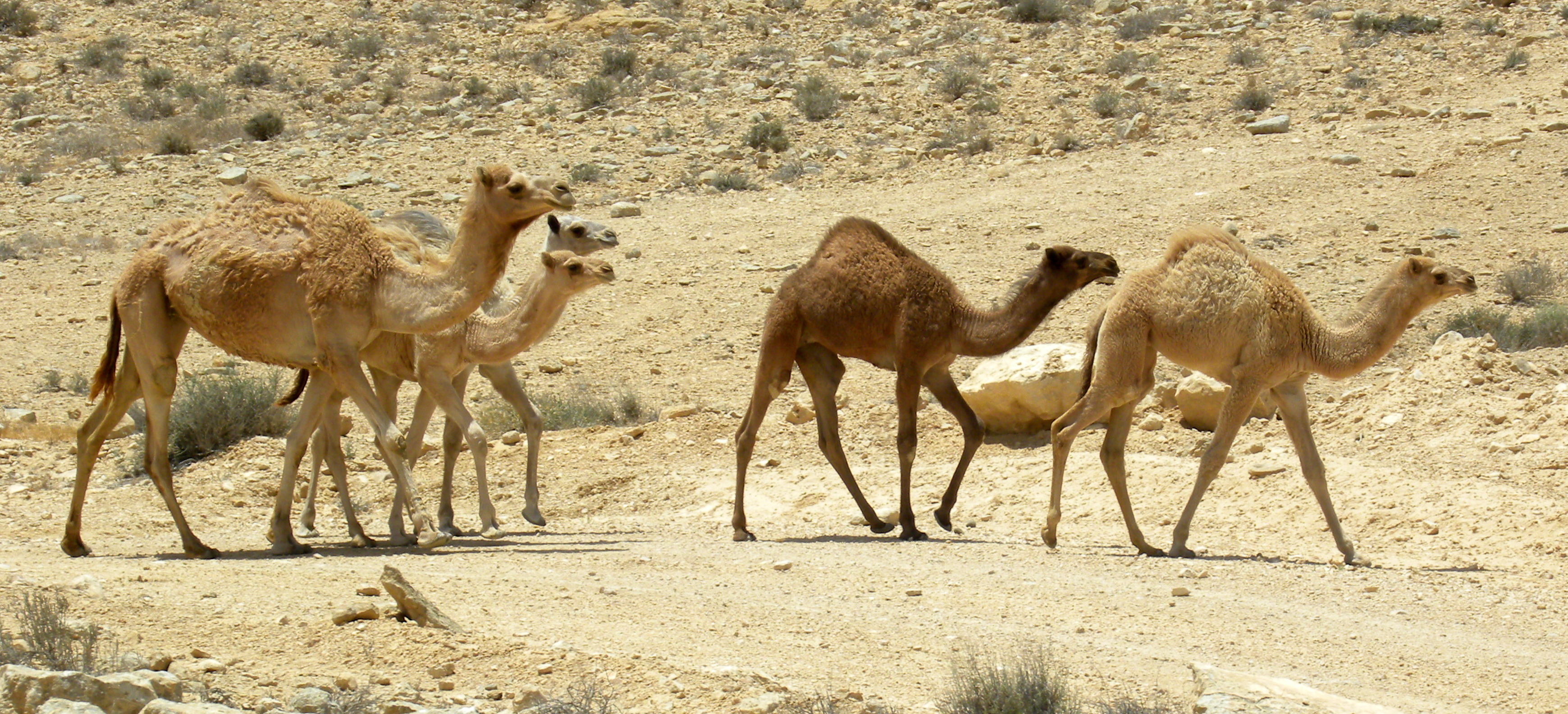
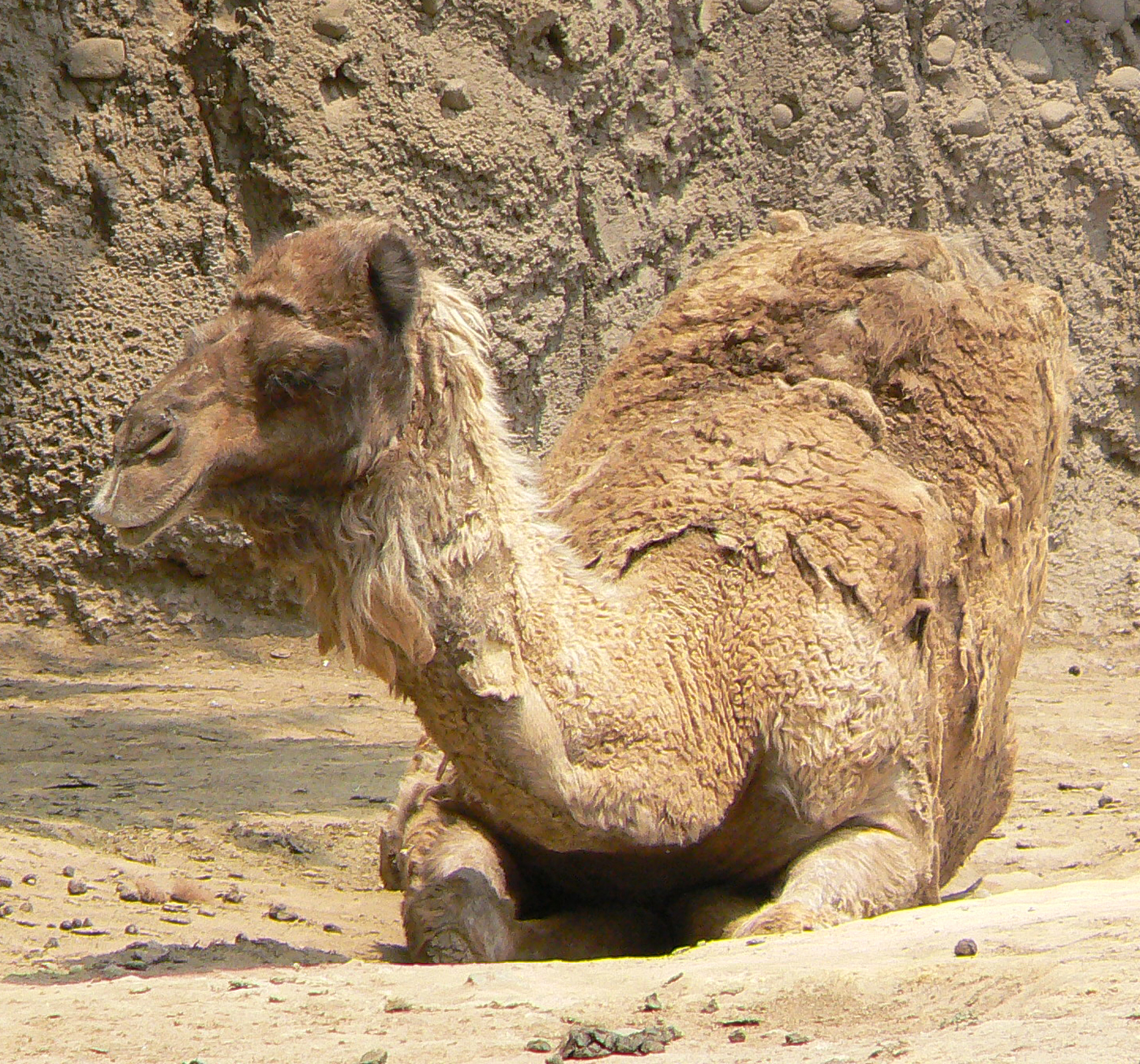
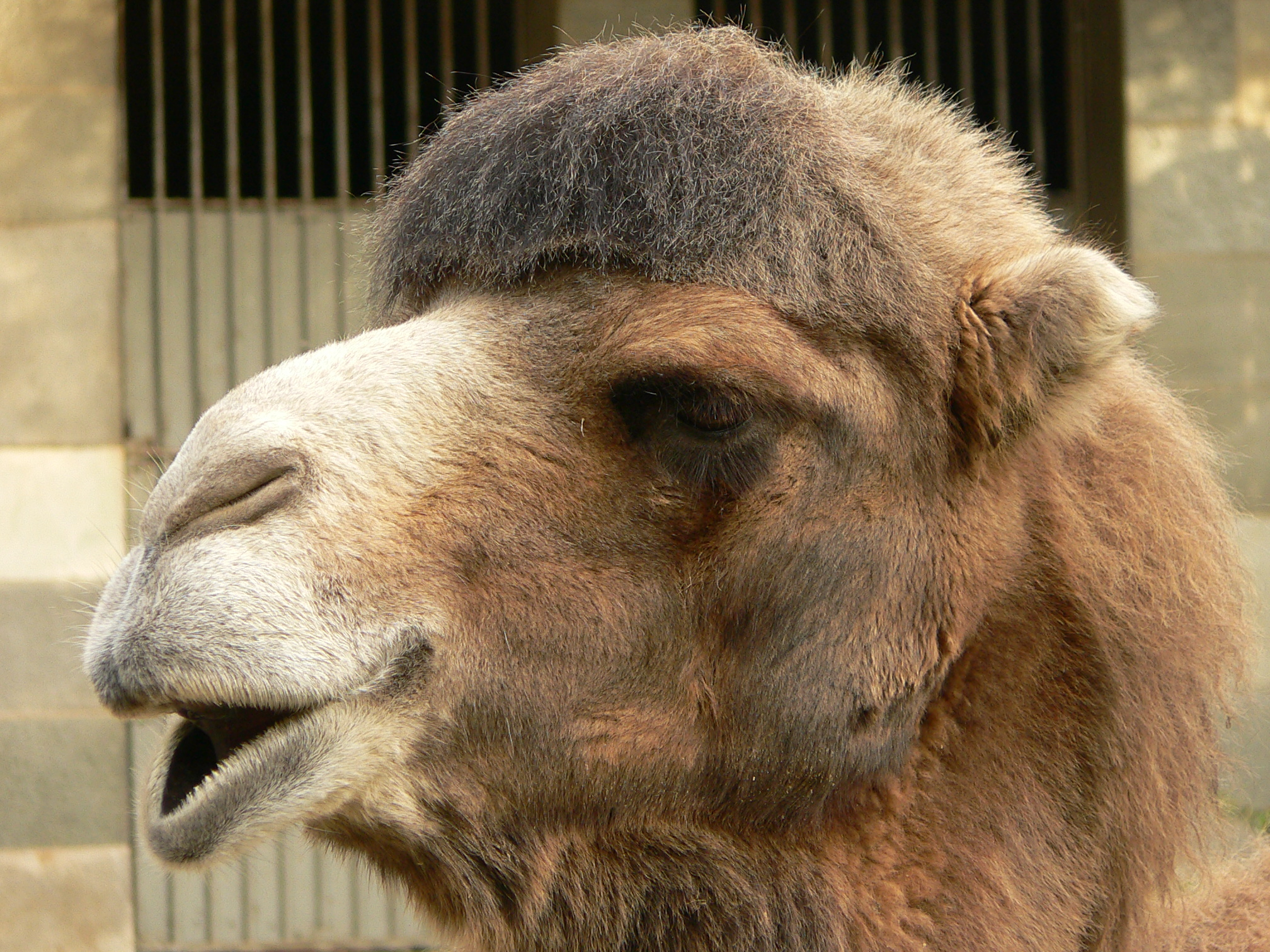
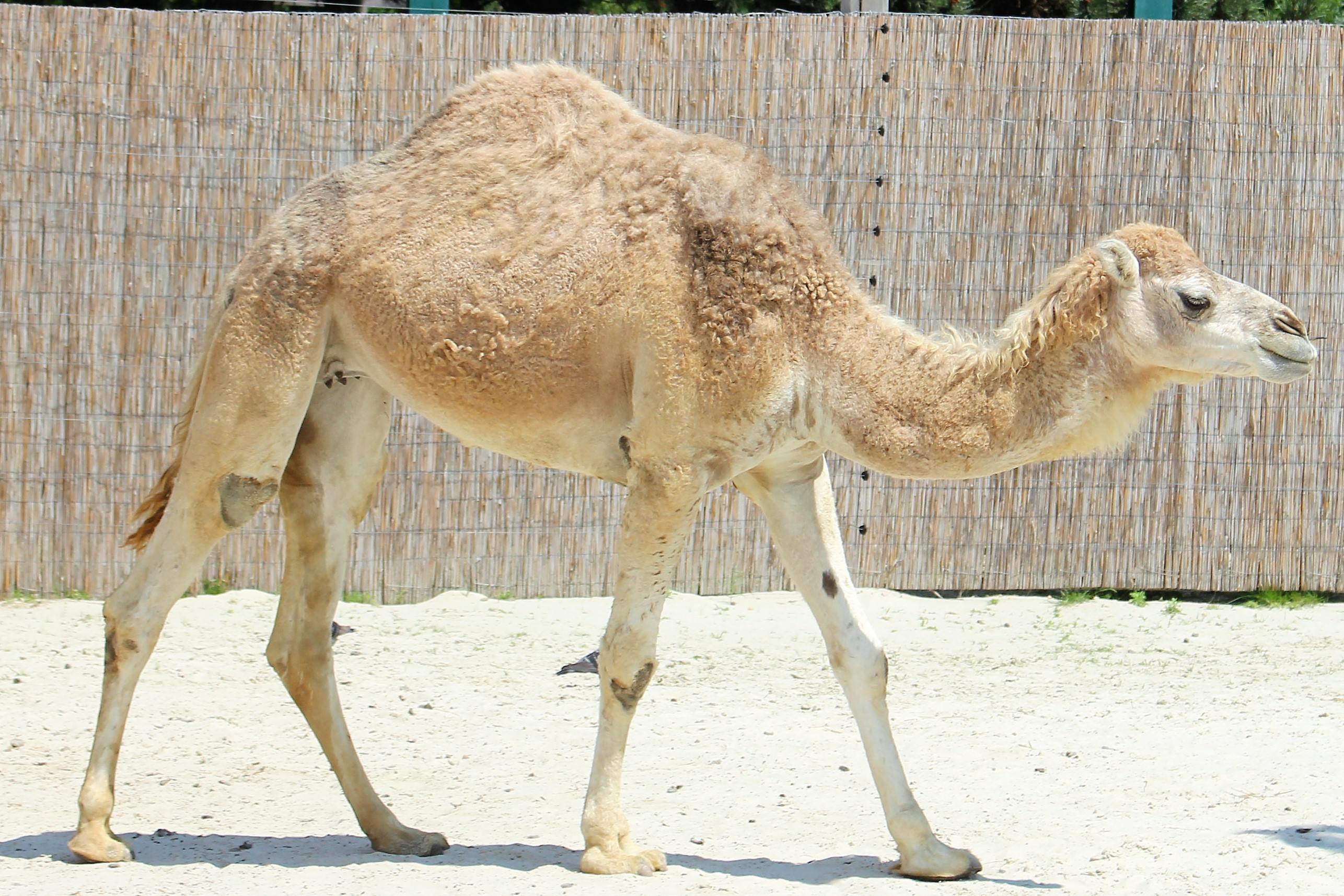
Az állat a veszprémi Kittenberger Kálmán Növény- és Vadasparkban